# Sirakorola
Sirakorola is een gemeente (commune) in de regio Koulikoro in Mali. De gemeente telt 36.000 inwoners (2009).